# Adamów (Golina)
Pour les articles homonymes, voir Adamów.
Adamów (prononciation : [aˈdamuf]) est un village polonais de la gmina de Golina dans le powiat de Konin de la voïvodie de Grande-Pologne dans le centre-ouest de la Pologne.
Il se situe à environ 3 kilomètres au nord de Golina (siège de la gmina), à 14 kilomètres à l'ouest de Konin (siège du powiat) et à 82 kilomètres à l'est de Poznań (capitale régionale).
Le village possède une population de 280 habitants.

## Histoire
De 1975 à 1998, le village faisait partie du territoire de la voïvodie de Konin.

Depuis 1999, Adamów est situé dans la voïvodie de Grande-Pologne.